# Nengahan
Nengahan is een bestuurslaag in het regentschap Klaten van de provincie Midden-Java, Indonesië. Nengahan telt 1375 inwoners (volkstelling 2010).